# Décès en octobre 1973
Décès
- 1969
- 1970
- 1971
- 1972
- 1973
- 1974
- 1975
- 1976
- 1977

Pour une information complémentaire, voir la page d'aide.

| Date       | Nom             | Pays              | Activités                                       | Âge | Source |
| ---------- | --------------- | ----------------- | ----------------------------------------------- | --- | ------ |
| 23 octobre | Nellie Sengupta | Drapeau de l'Inde | Femme politique indienne d'origine britannique. | 87  |        |